# Lehrgeschwader
Lehrgeschwader foi a denominação das asas especiais de treino e avaliação operacional, que avaliavam o equipamento e possíveis tácticas a executar em batalhas. Os pilotos desta asa podiam voar vários tipos de aeronaves, entre caças, bombardeiros e aviões de reconhecimento.
Foram criadas várias asas para este propósito: Lehrgeschwader Greifswald, Lehrgeschwader 1, Lehrgeschwader 2 e a Lehrgeschwader 3.